# 新共产主义运动
新共产主义运动（英語：New Communist movement）是指1970-1980年代美国的一个马克思列宁主义政治运动。这一运动专指美国新左翼的一个分支，独立于当时现有的美国共产党和其传统共产主义运动。

## 起源
在1960年代，美国的左翼学生积极分子们组织成立了学生争取民主社会，该组织在全盛时曾拥有约10万名成员，但最终在1969年分裂。其中一个名叫“第二次革命青年运动”的派系很快又分裂成一系列小规模的毛派组织，被统称为新共产主义运动。

## 发展
在1970年代和1980年代，美国左派离开了校园和工人阶级社区，一些前成员随后发展地方组织，他们试图从列宁、毛泽东和斯大林找到理论上的支持，毛泽东思想当时比苏联的斯大林更受到美国新左派的高度重视，因此，大多数组织称他们的思想是马列主义毛泽东思想。
在1960年代后期，这些新组织认为1956年后美国共产党是修正主义或反革命，也拒绝了托洛茨基主义和社会主义工人党作为其理论基础，反对毛主义。
学生和工厂和重工业的工人联合起来，倾向于第三世界，支持全球各种民族解放战线，包括黑豹党的古巴革命、国民阵线解放越南。
对于大多数少数民族，新共产主义运动支持民族自决权，尤其是美国黑人和美国拉丁裔，这些组织支持解决性别歧视和种族歧视的问题，发表了部分声明，表示坚决支持民族自决和同等政治身份，在1960年代的团体觉得它们的意见没有得到美国当局呼应。
新共产主义运动早期，在美国左翼政治运动中，它逐渐形成了一个松散的趋势，并且从不合并成一个单一的组织，随着时间的推移，左翼组织变得竞争白热化和彼此敌视，它们对于毛泽东的接班人邓小平、中苏决裂、安哥拉内战等有不同的看法。1975年后，美国左翼组织分裂成不同的左派政党。
黑人工人革命联盟是由工厂工人而不是学生积极分子组成，美国劳工联合会·产业工会联合会的领导支持越南战争和寻求避免罢工，但工会工人看到它组织了一系列的罢工。激进的马克思主义和其他非洲裔美国汽车工人随后形成了新的政党。
1980年代，新共产主义运动实力较小，在1980年代早期，一些组织解体，如共产党 (马列)。美国革命共产党仍然是新左派并且继续存在。革命工人无产阶级团结联盟在1985年走上了自由主义的道路。2003年，它又再次更新。

## 组织
- 争取共产党临时组织委员会
- 海湾地区革命联盟
- 黑豹党
- 道奇革命工会运动
- 革命青年运动（英语：Revolutionary Youth Movement）
- 无产阶级政党委员会
- 海湾地区共产主义组织
- 共产党 (马列)
- 共产主义工人党
- 佐治亚共产主义联盟
- 美国马列主义党
- 革命统一组织
- 无产阶级团结联盟
- 革命共产党
- 革命联盟
- 革命工人总部
- 革命工人组织
- 寄居真理组织
- 自由道路社会主义组织
- 争取新美国革命者联盟
- 美国革命共产党

## 理论家和领导人
- 鲍勃·阿瓦基安
- H·布鲁斯·富兰克林
- 哈利·海伍德
- 诺尔·伊格纳提夫
- 迈克尔·科隆斯基
- 纳尔逊·皮尔内

### 档案
- Inventory of the Black Panther Party. Harlem Branch Collection, 1970, n.d. （页面存档备份，存于）: Collection # Sc MG 80. Schomburg Center for Research in Black Culture （页面存档备份，存于） at the New York Public Library （页面存档备份，存于）.
- New Mass Party Movements, 1970‑1976 portion of Detroit Revolutionary Movements Collection at the Walter P. Reuther Library of Labor and Urban Affairs at Wayne State University.
- Revolutionary Communist Party Collection: Tamiment 090. Tamiment Library & Robert F. Wagner Labor Archives （页面存档备份，存于） at New York University.

### 文章
- An interview with Max Elbaum （页面存档备份，存于） by Chris Crass. Onward: Magazine of Anarchist News, Opinion, Theory and Strategy of Today. Fall 2002
- American Leninism in the 1970s. （页面存档备份，存于） by Jim O’Brien. Radical America 11–12:27–64, 1977.
  - PDF version （页面存档备份，存于） (warning: large document)

### 图表
- The New Left/Maoist Tree.  the NCM/New Left/Maoist tree charts the development of various Maoist movements. Justin Denton, Direct Action Tendency of Socialist Party, USA.

### 组织
- Freedom Road Socialist Organization (www.freedomroad.org)

- FRSO's NCM Timeline and articles

- Freedom Road Socialist Organization (www.frso.org) （页面存档备份，存于）
- League of Revolutionaries for a New America （页面存档备份，存于）
- Revolutionary Communist Party （页面存档备份，存于） – link to their newspaper, Revolution. They have no official organizational website

### 其他
- Revolution in the Air （页面存档备份，存于）